# Beatrice Chepkoech
Beatrice Chepkoech (née le 6 juillet 1991) est une athlète kényane spécialiste du 1 500 m et du 3 000 m steeple. Elle est depuis le 20 juillet 2018 la détentrice du record du monde du 3 000 m steeple en 8 min 44 s 32.

## Biographie
Elle fait ses débuts internationaux en 2014 sur des courses sur route. Elle remporte notamment les 10 km d'Hem en 32 min 35.
Elle se révèle la saison suivante sur piste en remportant le 1 500 m du meeting KBC Night of Athletics en 4 min 03 s 28.
Le 1er août 2015, elle participe aux sélections kényanes pour les Championnats du monde d'athlétisme 2015 sur 1 500 m. En terminant cinquième de la course en 4 min 06 s 73, elle ne se qualifie pas pour les mondiaux mais gagne sa place pour les Jeux africains de 2015.
Le 6 septembre 2015, elle se distingue en réalisant la deuxième meilleure performance mondiale de tous les temps sur 2 000 m steeple au meeting ISTAF Berlin. Avec un temps de 6 min 02 s 47, elle prend la deuxième place derrière sa compatriote Virginia Nyambura. Elle clôt sa saison aux Jeux africains de 2015 à Brazzaville et remporte la médaille de bronze du 1 500 m.
Elle entame 2016 sur le 3 000 m steeple de la Prefontaine Classic. Faisant ses débuts internationaux sur la distance, elle prend la quatrième place en 9 min 17 s 41 dans l'une des courses les plus rapides de l'histoire.
Le 5 mai 2017, elle porte à Doha son record personnel à 9 min 01 s 57, battue par Hyvin Jepkemoi (9 min 00 s 12), dans la course la plus relevée de l'histoire. Elle bat de nouveau son record avec 9 min 00 s 70 lors du Prefontaine Classic de Eugene le 26 mai.
Le 20 juillet 2018, lors du Meeting Herculis de Monaco, Beatrice Chepkoech établit un nouveau record du monde du 3 000 m steeple en 8 min 44 s 32, améliorant de 8 secondes 46 l'ancienne marque détenue par la Bahreïnie Ruth Jebet depuis 2016, qui a été annoncée ce jour-même comme suspendue pour dopage,,.
Elle remporte les championnats du monde 2019 à Doha en 8 min 57 s 84, record des championnats.
Début 2021 elle bat le record du monde du 5 kilomètres sur route en course mixte, que détenait sa compatriote Caroline Kipkirui depuis 2018.

## Palmarès
| Date | Compétition                    | Lieu             | Résultat | Épreuve     | Temps         |
| ---- | ------------------------------ | ---------------- | -------- | ----------- | ------------- |
| 2015 | Jeux africains                 | Brazzaville      | 3e       | 1 500 m     | 4 min 19 s 16 |
| 2016 | Jeux olympiques                | Rio de Janeiro   | 4e       | 3 000 m st. | 9 min 16 s 05 |
| 2017 | Championnats du monde          | Londres          | 4e       | 3 000 m st. | 9 min 10 s 45 |
| 2018 | Championnats du monde en salle | Birmingham       | 7e       | 1 500 m     | 4 min 13 s 59 |
| 2018 | Jeux du Commonwealth           | Gold Coast       | 2e       | 1 500 m     | 4 min 03 s 09 |
| 2018 | Championnats d'Afrique         | Asaba            | 1re      | 3 000 m st. | 8 min 59 s 88 |
| 2019 | Ligue de diamant               | Ligue de diamant | 1re      | 3 000 m st. | 9 min 01 s 71 |
| 2019 | Championnats du monde          | Doha             | 1re      | 3 000 m st. | 8 min 57 s 84 |
| 2021 | Jeux olympiques                | Tokyo            | 7e       | 3 000 m st. | 9 min 16 s 33 |
| 2023 | Championnats du monde          | Budapest         | 2e       | 3 000 m st. | 8 min 56 s 08 |
| 2023 | Ligue de diamant               | Ligue de diamant | 2e       | 3 000 m st. | 8 min 51 s 67 |
| 2024 | Championnats du monde en salle | Glasgow          | 3e       | 3 000 m     | 8 min 22 s 68 |
| 2024 | Jeux africains                 | Accra            | 1re      | 3 000 m st. | 9 min 15 s 61 |
| 2024 | Jeux olympiques                | Paris            | 6e       | 3 000 m st. | 9 min 4 s 24  |

## Records
| Épreuve         | Temps              | Lieu        | Date              |
| --------------- | ------------------ | ----------- | ----------------- |
| 1 500 m         | 3 min 59 s 73      | Los Angeles | 18 mai 2024       |
| 2 000 m steeple | 5 min 47 s 42      | Zagreb      | 10 septembre 2023 |
| 3 000 m steeple | 8 min 44 s 32 (WR) | Monaco      | 20 juillet 2018   |
| 5 km            | 14 min 43 s (WR)   | Monaco      | 14 février 2021   |